# Hylas i nimfy

Hylas i nimfa, inny obraz autora o podobnej tematyce (1893)

Hylas i nimfy (ang. Hylas and the Nymphs) – obraz brytyjskiego malarza wiktoriańskiego Johna Williama Waterhouse’a namalowany w 1896 roku, obecnie w zbiorach Manchester Art Gallery.
Artysta specjalizował się w malowaniu scen rodzajowych opartych na literaturze, historii i mitologii. Jego ulubionym tematem były przedstawienia młodych i tajemniczych kobiet w baśniowym, przepojonym romantycznym nastrojem otoczeniu.
Obraz ilustruje ostatnie chwile młodego i pięknego Hylasa, jednego z bohaterów mitu o Argonautach, którzy pod wodzą Jazona wyruszyli statkiem Argo do Kolchidy po złote runo. Towarzyszem Hylasa był Herakles, który wcześniej zabił jego ojca, ale później zaopiekował się młodzieńcem i zabrał na wyprawę. Podczas pobytu w Myzji Hylas oddalił się od obozu po wodę dla towarzyszy. Gdy samotny znalazł się nad źródłem zamieszkałym przez najady, te uwiodły go i utopiły. Jego ciała nigdy nie odnaleziono.
Waterhouse namalował młodego mężczyznę pochylonego nad niewielkim zbiornikiem wodnym porośniętym kwitnącymi grzybieniami. Z wody wyłania się siedem nagich najad, z których jedna, trzymając młodzieńca za rękę, zalotnie patrzy mu w oczy. Nic nie zapowiada zbliżającej się tragedii, kobiety są piękne i delikatne, a Hylas znieruchomiał zafascynowany ich urodą.
Dzieło powstało pod wyraźnym wpływem prerafaelitów, o czym może świadczyć zarówno charakterystyczna uroda modelek (jasna karnacja, rude włosy), realistyczne i drobiazgowe ujęcie, jak i miłosna symbolika i dydaktyzm. Obraz najczęściej interpretowany jest jako ostrzeżenie przed fascynacją zmysłową miłością i zauroczeniem kobiecymi wdziękami. Motyw femme fatale był często wykorzystywany przez artystów w XIX i na początku XX wieku. Pojawiał się między innymi w twórczości Edvarda Muncha, Gustava Klimta, Gustave’a Moreau, Joris-Karla Huysmansa oraz Alfonsa Muchy.